# Valparaíso de Goiás
Valparaíso de Goiás, amtlich portugiesisch Município de Valparaíso de Goiás, ist eine brasilianische politische Gemeinde und Stadt im Bundesstaat Goiás. Die Bevölkerungszahl wurde zum 1. Juli 2019 auf 168.468 Einwohner geschätzt, die auf einer kleinen Gemeindefläche von rund 61 km² leben und Valparaisenser (valparaisenses) genannt werden. Sie steht an 7. Stelle der 246 Munizips des Bundesstaates.

## Geografische Lage
Die Gemeinde liegt über die Bundesstraße BR-040 45 Kilometer südlich der brasilianischen Hauptstadt Brasília und über die BR-060 191 Kilometer ostnordöstlich von Goiânia, der Hauptstadt des Bundesstaates.
Valparaíso de Goiás grenzt im Norden an den Bundesdistrikt, im Osten an Cidade Ocidental, im Süden an Luziânia und im Westen an Novo Gama.
Sie ist Teil der Entwicklungs- und Metropolregion Região Integrada de Desenvolvimento do Distrito Federal e Entorno.